# Alt alemany
"Hochdeutsch" o "Alt Alemany" es fa servir també per referir-se a l'alemany estàndard.

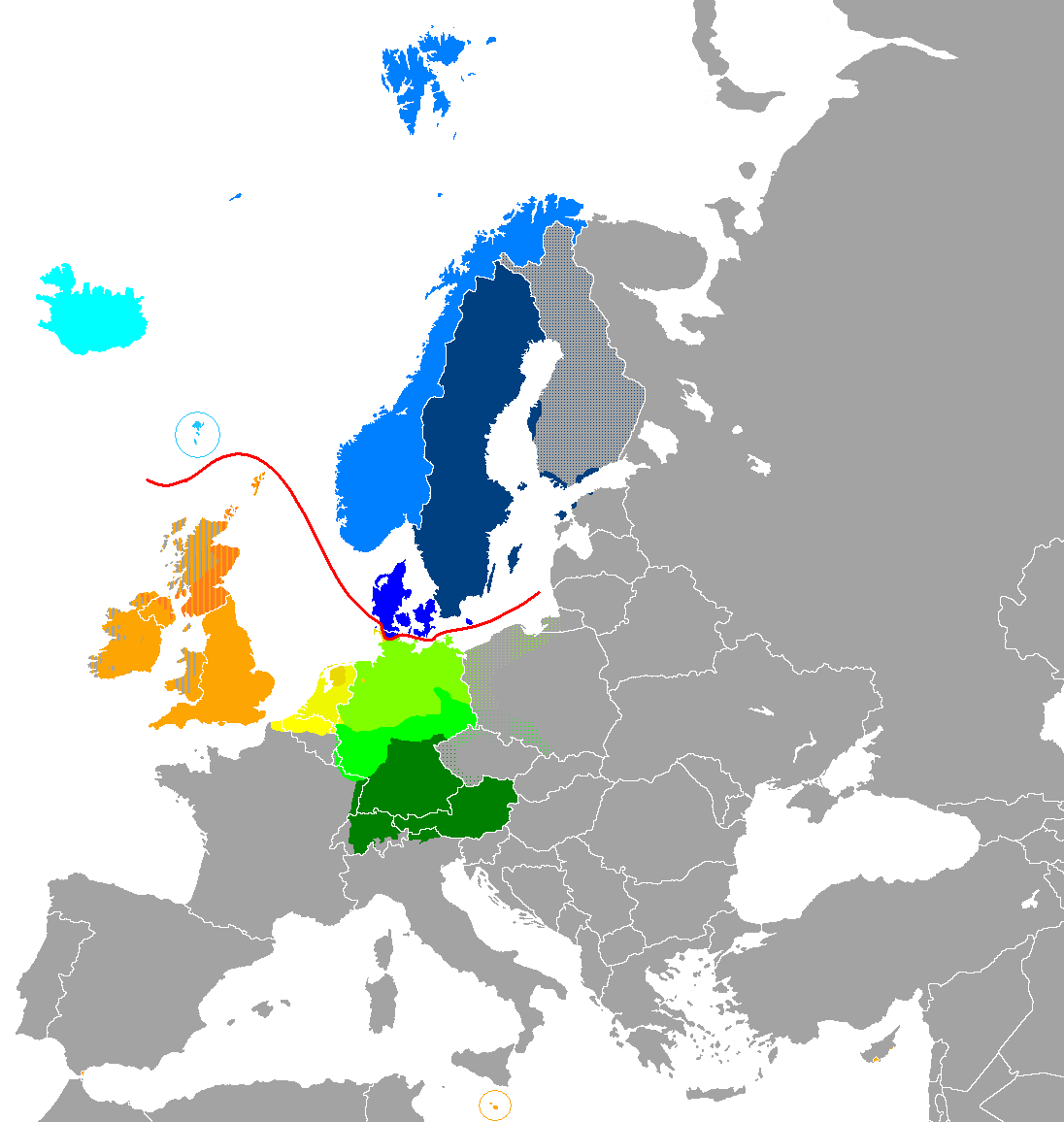
L'Alt Alemany és una subdivisió de les Llengües germàniques occidentals
Baix fràncic i baix alemany (Germànic occidental)
Baix alemany (Germànic occidental)
Alemany central (Germànic occidental)
Alemany septentrional (Germànic occidental)
Anglès (Anglofrisó, Germànic occidental)
Frisó (Anglofrisó, Germànic occidental)
Germànic nord-est
Germànic nord-oest
Línia divisòria entre les llengües germàniques occidentals i septentrionals.

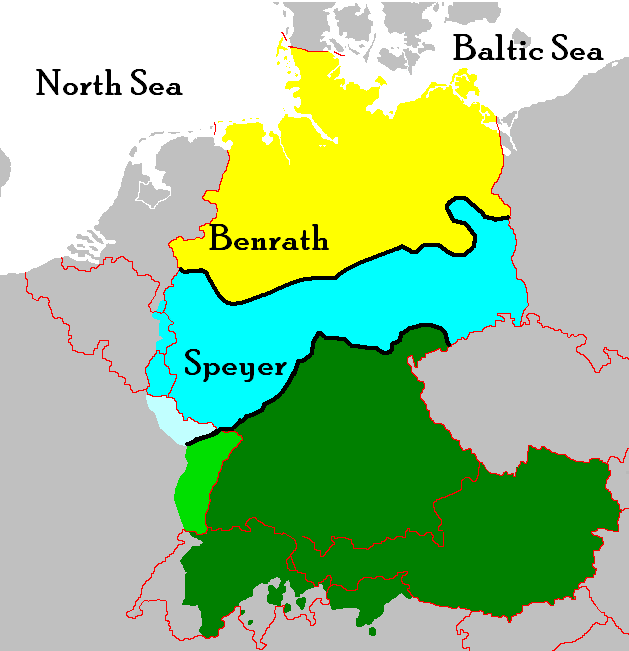
Segons la Segona mutació consonàntica germànica, el mapa dels dialectes de l'alemany es divideix en: alt alemany superior (verd) i alt alemany inferior (blau), i el baix alemany (groc). Les principals isoglosses, les línies de Benrath i Speyer, estan marcades en negre.

L'alt alemany (en alemany, Hochdeutsche Dialekte) és un conjunt de diversos estàndards d'alemany, luxemburguès i ídix, així com els dialectes alemanys parlats al centre i sud d'Alemanya, Àustria, Liechtenstein, Suïssa, Luxemburg i petites poblacions veïnes a Bèlgica, França (Alsàcia i el nord de Lorena), Itàlia, i Polònia. També es parla en diàspores de Romania (Transsilvània), Rússia, els Estats Units, Argentina, Xile i Namíbia.
Des del punt de vista tècnic, alt en l'alt alemany és una referència geogràfica als orígens de la família de dialectes de l'alt alemany. Fa referència a les zones de muntanya del centre i sud d'Alemanya i dels Alps. Això s'oposa a baix alemany, que es parla al llarg de les costes planes properes al mar al nord. L'alt alemany se subdivideix en alt alemany superior i alt alemany inferior (Oberdeutsch, Mitteldeutsch).

## Història
L'alt alemany, tal com s'utilitzava al sud d'Alemanya, Baviera i Àustria, va ser una base important per al desenvolupament de l'alemany estàndard. Les formes històriques de la llengua són l'alt alemany antic i l'alt alemany mitjà.

## Classificació
L'alt alemany es diferencia d'altres llengües germàniques occidentals, en què va evolucionar desenvolupant la segona mutació consonàntica germànica (al voltant del 500 dC). Això es manifesta comparant la paraula alemanya pfanne amb la corresponent anglesa pan (de [pf] a [p]), la paraula alemanya zwei amb l'anglesa two (de [ts] a [t]), o la paraula alemanya machen amb l'anglesa make (de [x] a [k]). Dins dels dialectes de l'alt alemany, hi ha una nova mutació; sack (com l'anglesa sack), es pronuncia [zakx] (de [k] a [kx]).

## Arbre familiar
Cal tenir en compte que les divisions entre les subfamílies del germànic rarament són definides amb precisió; la majoria va declinant de forma contínua, sent mútuament intel·ligibles amb els dialectes adjacents, mentre que amb els més separats no. En concret, no ha existit mai un protogermànic original. Per aquesta i d'altres raons, la idea de representar les relacions entre les diferents llengües que formem les llengües germàniques occidentals per mitjà d'un diagrama d'arbre, genera controvèrsia entre els lingüistes; per tant, l'esquema que segueix aquest text, ha de ser utilitzat amb cura.
- Alt alemany inferior (Mitteldeutsch)
  - Llengües centreorientals (Ostmitteldeutsch)
    - Berlin-Brandenburgisch
    - Thüringisch
    - Obersächsisch
    - Schlesisch (principalment parlat a la Baixa Silèsia, a Polònia)
    - Hochpreusisch

  - Llengües centreoccidentals (Westmitteldeutsch)
    - Mittelfränkisch
      - Ripuarisch
      - Moselfränkisch
        - Luxemburguès

    - Rheinfränkisch
      - Lothringisch (França)
      - Pfälzisch

    - Mittelhessisch
    - Osthessisch
    - Nordhessisch

- Alt alemany superior (Oberdeutsch)
  - Alamànic
    - Suabi
    - Alemany suís
    - Alsacià (també conegut com a Baix alamànic)
    - Alt alamànic
    - Alamànic superior

  - Bavarès
    - Nordbairisch
    - Mittelbairisch inclou els dialectes d'Alta Baviera, Baixa Baviera, Alta Àustria, Baixa Àustria i Viena)
    - Südbairisch (inclou el Tirol, Caríntia i Estíria)
    - Tzimbrisch (nord-est d'Itàlia)
    - Mócheno (Trentino, in Itàlia)

- Ídix
  - Ídix occidental (Alemanya i França)
  - Ídix oriental
    - Ídix nord-oriental (Lituania, Letònia, Belarús, Rússia, nord-est Polònia)
    - Ídix central (Polònia, Galítsia)
    - Ídix sud-oriental (Ucraïna, Bessaràbia, Romania)

- Alemany de Pennsilvània

- Zones de transició entre l'alemany central i l'alemany superior.
  - Alt fràncic